# Drosophila sannio
Drosophila sannio är en tvåvingeart som beskrevs av Gornostayev 1991. Drosophila sannio ingår i släktet Drosophila och familjen daggflugor.
Artens utbredningsområde är Kazakstan.